# HD 208741
HD 208741 eller HR 8380 är en dubbelstjärna belägen i den norra delen av stjärnbilden Oktanten. Den har en skenbar magnitud av ca 5,91 och är svagt synlig för blotta ögat där ljusföroreningar ej förekommer. Baserat på parallax enligt Gaia Data Release 3 på ca 15,47 mas, beräknas den befinna sig på ett avstånd på ca 211 ljusår (65 parsek) från solen. Den rör sig bort från solen med en heliocentrisk radialhastighet på ca 8 km/s.

## Egenskaper
Primärstjärnan HD 208741 A är en gul till vit jättestjärna av spektralklass F3 III, som avverkat 81,3 procent av dess tid i huvudserien Den har en massa som är lika med ca 1,5 solmassa, en radie som är ca 2,6 solradier och utsänder energi från dess fotosfär motsvarande ca 13 gånger solen vid en effektiv temperatur av ca 6 900 K.
Stjärnan har en följeslagare med skenbar magnitud av ca 10,57 betecknad HD 208741 B och av spektralklass K5, som är separerad med 34,8 bågsekunder. Tillsammans bildar de en dubbelstjärna med beteckningen CPD−76°1542. Parets upptäckare, Sir John Herschel, noterade att primärstjärnan är en trolig spektroskopisk dubbelstjärna.